# Gō (mesure)
Pour les articles homonymes, voir GO.
Le gō (合) est une Unité de mesure japonaise traditionnelle, qui s'applique aux surfaces et aux volumes. Il exprime le dixième d'une quantité donnée.

## Les différents usages dugō
En tant qu'unité mesurant une surface, un gō est équivalent à un dixième de bu, ou tsubo, l'unité de mesure des surfaces. Un gō est alors approximativement égal à 0,3306 mètre carré. 
En tant qu'unité mesurant un volume, un gō est équivalent à un dixième de  shõ, l'unité de mesure des volumes. Un gō représente alors approximativement 0,1809 litre. 
Bien qu'il ne s'agisse plus aujourd'hui d'une mesure officielle, le gō est encore fréquemment utilisé pour mesurer le riz et le saké. Selon une approximation simple à mémoriser, le gō correspond à environ 150 grammes de grains de riz courts japonais. Un gō est un millième de koku, l'unité de base historiquement définie comme étant la quantité de riz nécessaire à nourrir une personne pendant un an. C'est une très vieille unité de mesure, qui a récemment fait l'objet de quelques tentatives de réutilisation, non sans succès. Plusieurs autres choses sont aujourd'hui mesurées en gō, tels que les poissons japonais traditionnels, et tout particulièrement le redoutable fugu, et plusieurs restaurants ont recours au gō comme étant l'un des éléments permettant de témoigner d'une vision plus traditionnelle de la culture du pays.

## Legōjaponais et legěchinois
Le gō japonais est distinct de l'unité de mesure chinoise gě, bien que l'une et l'autre soient écrites avec le même caractère. Le gě est également une unité de volume, mais sa taille est un dixième de peck, soit à peu près 0,881 litre. 